# Icky Flix
Icky Flix to album oraz DVD autorstwa awangardowej grupy The Residents wydane w 2001 roku z okazji zbliżającej się wówczas 30 rocznicy powstania zespołu. Płyta CD zawiera kolekcję znanych utworów grupy nagranych na nowo oraz zremiksowanych, zaś na płycie DVD znalazła się kolekcja wszystkich teledysków oraz innych dzieł wizualnych (między innymi animacji z projektów Gingerbread Man i Bad Day on the Midway oraz wycinków z koncertów zespołu) nakręconych na przestrzeni 30 lat od momentu ich powstania, ze ścieżką dźwiękową do wyboru pomiędzy nowymi i klasycznymi wersjami utworów.

## Lista utworów
1. Icky Flix (Theme)
2. The Third Reich 'n' Roll
3. Just for You (Disfigured Night, Part 7)
4. Songs for Swinging Larvae
5. Bad Day on the Midway
6. Kick a Picnic
7. The Gingerbread Man
8. Vileness Fats: Title
9. Vileness Fats: Mom's House
10. Vileness Fats: The Cave 1
11. Vileness Fats: The Banquet Hall
12. Vileness Fats: The Nightclub 1 (Eloise)
13. Vileness Fats: The Cave 2
14. Vileness Fats: The Nightclub 2
15. Icky Flix (Closing Theme)